# Unna Allakas
Unna Allakas ( Lilla Allakas) är en plats för en svensk fjällstuga i Lappland, som drivs av Svenska Turistföreningen
Unna Allakas ligger två kilometer från gränsen till Norge. Omkring fyra kilometer norrut ligger den tidigare gruvplatsen Sjangeli. Omkring sex kilometer västerut ligger den  norska Cunojavrrehytta. På andra sidan den ligger det 1.893 meter höga Storsteinsfjellet. 
Unna Allakas fjällstuga var en av fyra baser, benämnd Anna, utmed norsk-svenska gränsen under andra världskrigets sista år 1944-1945 för den hemliga allierade Operation Sepals, som inte minst hade betydelse för att bland annat göra meteorologiska observationer för allierade bombningar av norra Norge, inklusive av slagskeppet Tirpitz. Ungefär tio norska jägarsoldater från Milorg var stationerade där.